# Пођо (Парма)
Пођо је насеље у Италији у округу Парма, региону Емилија-Ромања.
Према процени из 2011. у насељу је живело 375 становника. Насеље се налази на надморској висини од 264 м.